# Biblioteca Virtual do Governo do Estado de São Paulo
A Biblioteca Virtual do Governo do Estado de São Paulo é um serviço gratuito de informações oferecido para todos os interessados da administração pública e à população em geral. O objetivo é oferecer apoio e estímulo para o acesso à informação necessário para realizar os seus projetos, trabalhos escolares, atividades profissionais ou orientações para assuntos do seu dia-a-dia.
A Biblioteca Virtual, desde 1997, desenvolve pesquisas sobre qualquer assunto solicitado. O atendimento é realizado de acordo com as necessidades de cada cliente e a resposta é enviada por meio eletrônico.
Atualmente, o serviço também oferece um sistema de busca de programas e projetos sociais mantidos e desenvolvidos pelo governo estadual de Estado de São Paulo.